# Monroe megye (Alabama)
Monroe megye az Amerikai Egyesült Államokban, azon belül Alabama államban található. Az állam délnyugati részén található Monroe megye Alabama irodalmi fővárosaként ismert . A Pulitzer-díjas író, Nelle Harper Lee Monroeville városában született és nőtt fel, és ez volt az ihletője a To Kill a Mockingbird című regényének . A megye a Pulitzer-díjas újságírónő , Cynthia Tucker otthona is volt . Más híres írók, akik Monroeville-t otthonnak hívták, többek között Mark Childress és Truman Capote . A Coastal Alabama Community College monroeville-i épülete (korábban Alabama Southern Community College) ad otthont az Alabama Writers' Hall of Fame-nek, és májusban a To Kill a Mockingbird című egy hónapos produkció kapcsán az iskola egy jelentős írói fesztivált rendez, amely az állam irodalmi hagyományait ünnepli. A mára elhagyatott Claiborne -ban három alabamai kormányzó élt : John Gayle , John Murphy és Arthur P. Bagby . A megyét egy választott öttagú bizottság irányítja, és több bejegyzett közösséget foglal magában. Megyeszékhelye és legnagyobb városa Monroeville. Lakosainak száma 19 772 fő (2020. április 1.). Monroe megye Baldwin, Butler, Conecuh, Escambia, Clarke és Wilcox megyékkel határos.

## Történet
Monroe megyét David Holmes, Mississippi Terület kormányzója alapította 1815. június 29-én a Creek-i indiánoktól az 1814-es Fort Jackson-i szerződésben megszerzett földterületből . A megye eredetileg magában foglalta a Creekek által átadott összes földet, és Alabama nagy részét alkotta. Később azonban csökkentette a méretét Montgomery , Conecuh és Wilcox megyék létrehozásával . A megyét James Monroe elnők tiszteletére nevezték el, aki akkoriban külügyminiszter volt James Madison elnöksége alatt. Az első telepesek nagyrészt angol származásúak voltak, és Georgiából, a Carolinából és Virginiából érkeztek. A legkorábbi települések és városok Claiborne, Monroeville, Manistee és Perdue Hill voltak.
Claiborne Monroe megye első megyeszékhelye volt. 1832-ben a székhelyet a központibb fekvésű Monroeville-be helyezték át. Egy évvel később leégett az első megyei bíróság, és minden irat elveszett. Az 1850-es években új téglából épült bíróság és börtön épült. 1903-ban a Monoroe megyei önkormányzat új törvényszéket épített, a régi épület pedig a megye első bankja lett. Az 1903-ban épült bíróság, amelyet ma Old Courthouse néven ismernek, a Monroe County Heritage Museum része. A mai bírósági épület, az Új Bírósági Ház, 1963-ban épült, és továbbra is Monoroe megyét szolgálja.

## Népesség
A 2020-as népszámlálási becslések szerint Monoroe megye lakossága 19 722 volt. A válaszadók 54,4 százaléka fehérnek, 42,5 százaléka afroamerikainak, 1,0 százaléka két vagy több rasszúnak, 1,4 százaléka indiánnak, 0,6 százaléka ázsiainak, 0,4 százaléka spanyolnak és 0,1 százaléka hawaiinak vagy csendes-óceáni szigetországnak vallotta magát. A megyeszékhely, Monroeville a megye legnagyobb városa, becsült lakossága 5837. További jelentős lakossági központok közé tartozik Frisco City , Excel , Beatrice és Vredenburgh . A háztartások mediánjövedelme 31 969 dollár volt, szemben az állam egészére vonatkozó 52 035 dollárral, az egy főre jutó jövedelem pedig 21 885 dollár volt, szemben az állam egészének 28 934 dollárjával.
A megye népességének változása:
| Lakosok száma | 23 004 | 22 803 | 22 629 | 22 236 | 21 673 | 19 772 |
|               | 2010   | 2011   | 2012   | 2013   | 2015   | 2020   |

## Gazdaság
A gazdálkodás volt az uralkodó foglalkozás Monroe megyében egészen a XX. századig. A két fő növény a gyapot és a kukorica volt. Könnyen megközelíthető volt több mint 20 folyami kikötőhellyel rendelkezett, így a megye hamarosan otthona lett az állam legnagyobb gyapotpiacának. Bár a gazdálkodók a huszadik század elején megkísérelték a diverzifikációt, egyetlen más jelentős növény sem bizonyult sikeresnek. A megye több hektáros erdője az Alabama-folyó mentén hozta a faipart a térségbe, és a tizenkilencedik század közepén papírgyárak tarkították a megyét. 1937-ben a Vanity Fair megnyitotta az első ruházati üzemet Monroeville-ben, és a megye lassan kezdett elmozdulni a mezőgazdasági alapú gazdaságról az ipari alapú gazdaságra. Az 1970-es években a megye a legnagyobb ipari terjeszkedést érte el a Georgia-Pacific Plywood Mill, a Temple-Inland Forgácslemezgyár és az Alabama River Pulp-Paper Mill megnyitásával. Ma a Harper Lee -re és a To Kill a Mockingbirdre összpontosító turizmus jelentős gazdasági hajtóerő a megye számára.

## Foglalkoztatás
A 2020-as népszámlálási becslések szerint Monroe megyében a munkaerő a következő ipari kategóriák között oszlik meg:
```
Feldolgozóipar (25,9 százalék)
Oktatási szolgáltatások, valamint egészségügyi és szociális segélyek (23,9 százalék)
Kiskereskedelem (12,9 százalék)
Építőipar (6,9 százalék)
Közigazgatás (5,1 százalék)
Művészetek, szórakoztatás, rekreáció, valamint szállás- és étkezési szolgáltatások (4,9 százalék)
Szállítás és raktározás, valamint közművek (4,5 százalék)
Szakmai, tudományos, gazdálkodási, valamint adminisztratív és hulladékgazdálkodási szolgáltatások (4,2 százalék)
Mezőgazdaság, erdőgazdálkodás, halászat és vadászat , valamint kitermelő (3,2 százalék)
Pénzügy és biztosítás, valamint ingatlan, bérbeadás és 
lízing (3,1 százalék)
Egyéb szolgáltatások, kivéve a közigazgatást (3,0 százalék)
Nagykereskedelem (1,3 százalék)
Információ (1,0 százalék)
```

## Oktatás
A Monroe megyei iskolarendszer 12 általános és középiskolát felügyel, és Monroeville-ben van egy magániskola, a Monroe Academy is. A Coastal Alabama Community College egyik fióktelepe Monroeville-ben található, és tudományos és műszaki oktatási programokat kínál.

## Földrajz
Az állam délnyugati részén található Monroe megye az Atlanti-óceáni síkság Coastal Plain fiziográfiai szakaszán belül található. A megye körülbelül 1025 négyzetmérföldből áll, így az állam kilencedik legnagyobb megyéje. Északon Wilcox megye, keleten Butler és Conecuh megye, délen Escambia és Baldwin megye, nyugaton pedig Clarke megye határolja . A Gosport Homokkő, a Monroe megyei Claiborne alatti sziklaréteg, amely számos kövületéről ismert , és több mint 150 fajt képvisel.
Az Alabama folyó a megye nyugati határa mentén halad, és 144 halfajnak ad otthont . Az Alabama-folyó alsó részének mellékfolyói az egész megyében terülnek el, és számos kikapcsolódási lehetőséget és festői kilátást kínálnak. Monroeville az egyetlen nagyobb város az alsó medencében.
A 84-es autópálya Monroe megye fő közlekedési útvonala. Kelet-nyugat irányú, déli irányban halad át a megye közepén. A Monroe megyei repülőtér és a Monroeville Aviation and Avionics Center a megye két repülőtere .

## Események és látnivalók
Monroe megye számos lehetőséget kínál a szabadidős tevékenységekre. A megye délkeleti részén található Claude Kelley rekreációs terület a Little River State Forestben 1200 hektáron terül el, és egy 25 hektáros tavat foglal magában. A park számos szabadtéri tevékenységet kínál a látogatóknak, beleértve az úszást, horgászatot, csónakázást, piknikezést, kempingezést és kenuzást. Népszerű a madarászok körében, és egyike azon kevés helyszíneknek az államban, amely lehetőségeket kínál a fogyatékkal élő vadászok számára. A Monroe County State Lake egy 94 hektáros tó, amely Beatrice -től nyugatra található, és híres sügéréről, csatornaharcsájáról és kékkopoltyús naphal horgászatáról.
A Monroe Megyei Örökség Múzeum több épületet foglal magában Monroeville-ben. Az 1903-as Old Courthouse Museum állandó kiállításokat kínál két híres Monroe megyei polgárról: Truman Capote -ról és Harper Lee -ről. Itt zajlik a To Kill a Mockingbird színpadi változatának éves háromhetes produkciója is . A Monroe Megyei Történeti Múzeum által készített, teljesen önkéntes szereplőgárdával készült darab a történelmi Régi Bírósági épületben játszódik május hónapban. A Rikard's Mill Történelmi Parkban található egy 1845 óta üzemelő vízüzemű őrleménymalom, amely olyan népi hagyományok újrajátszását kínálja a látogatóknak, mint a kovácsmesterség és a nádszörpkészítés.
Claiborne közössége egy elhagyatott város az Old Federal Roadon . Ez volt a helye Fort Claiborne-nak, a Ferdinand Claiborne tábornok által az 1813–1814-es Creek-háború során alapított raktárnak . Az erőd állomása volt Marquis de Lafayette amerikai körútjának 1825-ben, hogy megünnepeljék a nemzet 50. évfordulóját. Ma a látogatók megtekinthetik a James Dellet ültetvényt , a William B. Travis-házat és három történelmi temetőt. Claiborne városától délre a látogatók megtekinthetik az állam egyik legrégebbi épületét, az 1823-ban épült Perdue Hill szabadkőműves termet.
Minden májusban az Alabama Writers' Symposium ülésezik a Coastal Alabama Community College monroeville-i campusán. Monroe megyéből és az állam többi részéből publikált és törekvő írók jönnek össze, hogy elolvassák és bírálják egymás írásait. Peterman régi vasúti városa ad otthont az éves Peterman Station Arts and Crafts Show-nak novemberben.